# Cemetery Flats
Koordinaten: 60° 42′ S, 45° 36′ W
Die Cemetery Flats (von englisch cemetery ‚Friedhof‘) sind eine Ebene an der Ostküste von Signy Island im Archipel der Südlichen Orkneyinseln. Sie liegt am Ostufer der Cemetery Bay südöstlich des Drying Point.
Wissenschaftler des Falkland Islands Dependencies Survey nahmen zwischen 1947 und 1950 Vermessungen vor. Luftaufnahmen entstanden durch die Royal Navy im Jahr 1968. Das UK Antarctic Place-Names Committee benannte die Ebene 2004 nach den benachbarten Gräbern norwegischer Seeleute.